# بادي مكدونالد
بادي مكدونالد (بالإنجليزية: Buddy McDonald)‏ هو ممثل أمريكي، ولد في 1 أكتوبر 1922 في الولايات المتحدة، وتوفي بنفس المكان في 22 سبتمبر 2008.

## أعمال

### أفلام
- (1930) معلم الحيوانات الأليفة

## وصلات خارجية
- بادي مكدونالد على موقع IMDb (الإنجليزية)
- بادي مكدونالد على موقع قاعدة بيانات الفيلم (الإنجليزية)